# Guendalina Sartori
Guendalina Sartori (Monselice, 8 agosto 1988) è un'arciera italiana.

## Biografia
Nel 2000 si approccia al tiro con l'arco dopo aver provato altri sport.
Nel 2009 entra a far parte della Nazionale senior e partecipa alle prime competizioni internazionali.
Nel 2011 partecipa alle gare internazionali maggiori insieme a Natalia Valeeva. A luglio 2011 a Torino vince il titolo mondiale a squadre con Natalia Valeeva e Jessica Tomasi, sconfiggendo nella finale la squadra indiana composta da Deepika Kumari, Bombayla Devi Laishram e Chekrovolu Swuro. Nel 2012 vince la medaglia di bronzo ai campionati mondiali indoor di Las Vegas.
Alle Olimpiadi di Rio del 2016 nella gara a squadre, insieme a Lucilla Boari e Claudia Mandia, si classifica al quarto posto.